# Jason Kouchak
Jason Kouchak é um pianista, compositor e cantor-compositor cujas obras visam contribuições públicas e associações de caridade. Seus projetos são reconhecidos mundialmente com a divulgacão no Reino Unido, França, Japão, Cingapura e Hong Kong.

## Vida Pessoa
Jason Mariano Kouchak nasceu em Lyon, Franca. Se formou na Escola de Westmister e estudou piano clássico na Royal College of Music e na Universidade de Edimburgo. Ele é descendente de Aleksandr Kolchak, um comandante naval da Rússia.

## Carreira
Jason Kouchak produziu 5 álbuns. Dois deles foram gravados pelo Abbey Road Studios. Ele teve aparições no canal britânico (BBC) e também no canal japonês (NHK) performando suas próprias composições. Ele fez turnê mundial como pianista clássico passando por Hong Kong, Singapura e Japão.
Teve performances no Royal Festival Hall em (Londres), Salle Pleyel em (Paris) e Teatro Mariinsky em (São Petersburgo) com os recitais do Festival Internacional de Edimburgo.
Outras performances incluindo "A lua que representa no meu coração" produzido para Julian Lloyd Webber & Jiaxin Cheng no Clube de Artes de Chealsea na celebração no aniversário de 60 anos de Lloyds no concerto de gala e bicentenário de Chopin.
Ele também cantou cabaré com performances no Café Paris e no Café Royal.
Jason se apresentou no Galle Literary Festival 2012 com o Tom Stoppard e no mesmo do recital de piano na abertura do Xadrez Clássico de Londres. No mesmo ano ele se tornou o diretor de música para o 20º aniversário do Festival de Cinema Francês do Reino Unido em Londres e Edimburgo, atuando no aniversário de Chopin na Embaixada Britânica em Paris.

## Aparicões
Em 1990 foi artista convidado na Celebração do 60º Aniversário da Princesa Margaret no Hotel Ritz e apareceu como pianista clássico convidado na estréia de Zeffirelli filme de Hamlet no mesmo ano.
Kouchak realizou sua interpretação de "Sakura" para o Imperador Akihito no Victoria and Albert Museum de Londres em 1998. Ele também realizou a mesma apresentacao no evento de caridade de terremoto de Kobe em 1995. Esta peça foi gravada com Julian Lloyd Webber em seu álbum "Cello Moods" e apresentado por Olympic Patinadora no gelo Yuka Sato em 1999.
Em 2011 e 2013 Kouchak executou a canção russa "Dark Is the Night"".
Realizou Scheherazade na cerimónia de inauguração oficial do Emirates Airline Festival of Literature em Março de 2015 compôs a música oficial do Festival 2016.Em 2018 ele foi premiado 'Goodwill Ambassador of Artistic Values of Chess'.  

## Contribuições públicas
As contribuições de Kouchak incluem o lançamento de dois jogos de xadrez gigantes das crianças em Holland Park, Londres com Stuart Conquest em 2010 e em The Meadows (parque) Edimburgo em 2013  e John Tenniel no jogo de xadrez de Alice no pais das maravilhas. Ele também compôs a canção oficial chess charity tema "Moving Forward" para CSC.
Kouchak também fundou o Coro de Crianças de Tsubasa em 2011 que abriu o Festival de Matsuri e executou Júpiter da suíte de planetas, composta por Gustav Holst, no Ano de Jubileu da Rainha 2012 em Trafalgar Square, Londres. Em 2016 seu trabalho musical de xadrez e balé foi realizado no Museu Britânico e em Nova York comemorando o papel das mulheres como rainhas no xadrez.

## Discografia
- Space Between Notes (2017)
- Comme d'Habitude (2011)
- Midnight Classics (2008)
- Forever  (2001)
- Watercolours (1999)
- Première Impression (1997)
- Cello Moods (Sakura only)